# Lemme de Neyman-Pearson
Pour les articles homonymes, voir Pearson.
En statistique, selon le lemme de Neyman-Pearson, lorsque l'on veut effectuer un test d'hypothèse entre deux hypothèses H0 : θ = θ0 et H1 : θ = θ1, pour un échantillon {\displaystyle \mathbf {x} =(X_{1},\ldots ,X_{n})}, alors le test du rapport de vraisemblance, qui rejette H0 en faveur de H1 lorsque {\displaystyle {\frac {{\mathcal {L}}(\mathbf {x} ,\theta _{0})}{{\mathcal {L}}(\mathbf {x} ,\theta _{1})}}\leq k_{\alpha }}, où {\displaystyle k_{\alpha }} est tel que
{\displaystyle P\left({\frac {{\mathcal {L}}({\textbf {x}},\theta _{0})}{{\mathcal {L}}({\textbf {x}},\theta _{1})}}\leq k_{\alpha }{\bigg |}H_{0}\right)=\alpha }, est le test le plus puissant de niveau {\displaystyle \alpha }.
Ce lemme est nommé d'après Jerzy Neyman et Egon Sharpe Pearson dans un article publié en 1933.
En pratique, la plupart du temps, le rapport de vraisemblance lui-même n'est pas explicitement utilisé dans le test. En effet, le test du rapport de vraisemblance ci-dessus est souvent équivalent à un test de la forme {\displaystyle T\leq t_{\alpha }} pour une statistique {\displaystyle T} plus simple, et le test est effectué sous cette forme-ci.

## Démonstration
(mars 2019).
- Si vous ne connaissez pas le sujet, laissez ce bandeau (vous pouvez alors contacter les auteurs).
- Si vous supprimez le contenu mis en cause (vous pouvez préalablement contacter les auteurs),

argumentez précisément cette suppression dans la page de discussion
(un manque de référence n'est pas un argument ; une recherche réelle de référence doit avoir été effectuée, être formellement documentée).
Théorème : La région de rejet {\displaystyle R_{0}} optimale est définie par l'ensemble des points {\displaystyle \mathbf {x} =(x_{1},\ldots ,x_{n})\in \mathbb {R} ^{n}} tels que
{\displaystyle {\frac {{\mathcal {L}}({\textbf {x}},\theta _{0})}{{\mathcal {L}}({\textbf {x}},\theta _{1})}}\leq k_{\alpha }}
où la constante {\displaystyle k_{\alpha }} est telle que {\displaystyle P(\mathbf {x} \in R_{0}|\theta _{0})=\alpha }. À noter qu'on a les relations suivantes :
{\displaystyle P\left({\textbf {D}}_{n}\in R_{0}|\theta _{0}\right)=\alpha =\int _{R_{0}}\!{\mathcal {L}}(\mathbf {x} ;\theta _{0})\ d\mathbf {x} }
{\displaystyle P\left({\textbf {D}}_{n}\in R_{0}|\theta _{1}\right)=1-\beta =\int _{R_{0}}\!{\mathcal {L}}(\mathbf {x} ;\theta _{1})\ d\mathbf {x} }

où {\displaystyle D_{n}=(x'_{1},\ldots ,x'_{n})} est l'échantillon.
Démonstration :
Montrons tout d'abord que lorsque {\displaystyle f_{\mathcal {X}}(.;\theta )} est une densité bornée, il existe toujours une constante {\displaystyle k} telle que
{\displaystyle P\left({\frac {{\mathcal {L}}({\textbf {x}},\theta _{0})}{{\mathcal {L}}({\textbf {x}},\theta _{1})}}>k{\bigg |}H_{0}\right)=\alpha }.
En effet, lorsque {\displaystyle k=0}, cette probabilité vaut 1. D'autre part, cette probabilité décroit monotonément et continument vers zéro, lorsque {\displaystyle k\rightarrow \infty }. Par conséquent, il doit exister une valeur finie de {\displaystyle k}, appelée {\displaystyle k_{\alpha }}, qui satisfait l'égalité, {\displaystyle \forall \alpha \in ]0;1[}.
Désignons alors par {\displaystyle R_{0}}, le sous-ensemble de {\displaystyle \mathbb {R} ^{n}} suivant,
{\displaystyle R_{0}\triangleq \lbrace \mathbf {x} \in \mathbb {R} ^{n}{\bigg |}{\frac {{\mathcal {L}}({\textbf {x}},\theta _{0})}{{\mathcal {L}}({\textbf {x}},\theta _{1})}}\leq k_{\alpha }\rbrace },
et soit {\displaystyle R} une autre partie de {\displaystyle \mathbb {R} ^{n}}, telle que {\displaystyle P(\mathbf {x} \in R|\theta _{0})\leq \alpha }.
Montrons que {\displaystyle P(\mathbf {x} \in R_{0}|\theta _{1})>P(\mathbf {x} \in R|\theta _{1})}:
{\displaystyle {\begin{aligned}P(\mathbf {x} \in R_{0}|\theta _{1})-P(\mathbf {x} \in R|\theta _{1})&=\int _{R_{0}}\!{\mathcal {L}}(\mathbf {x} ;\theta _{1})\ d\mathbf {x} -\int _{R}\!{\mathcal {L}}(\mathbf {x} ;\theta _{1})\ d\mathbf {x} \\&=\int _{R_{0}\backslash R}\!{\mathcal {L}}(\mathbf {x} ;\theta _{1})\ d\mathbf {x} -\int _{R\backslash R_{0}}\!{\mathcal {L}}(\mathbf {x} ;\theta _{1})\ d\mathbf {x} \end{aligned}}}
{\displaystyle {\text{Or }}{\mathcal {L}}(\mathbf {x} ;\theta _{1})\geq k_{\alpha }{\mathcal {L}}(\mathbf {x} ;\theta _{0}){\text{ sur }}R_{0}{\text{ et }}{\mathcal {L}}(\mathbf {x} ;\theta _{1})<k_{\alpha }{\mathcal {L}}(\mathbf {x} ;\theta _{0}){\text{ en dehors}}}
{\displaystyle {\begin{aligned}P(\mathbf {x} \in R_{0}|\theta _{1})-P(\mathbf {x} \in R|\theta _{1})&\geq k_{\alpha }(\int _{R_{0}\backslash R}\!{\mathcal {L}}(\mathbf {x} ;\theta _{0})\ d\mathbf {x} -\int _{R\backslash R_{0}}\!{\mathcal {L}}(\mathbf {x} ;\theta _{0})\ d\mathbf {x} )\\&\geq k_{\alpha }(\int _{R_{0}}\!{\mathcal {L}}(\mathbf {x} ;\theta _{0})\ d\mathbf {x} -\int _{R}\!{\mathcal {L}}(\mathbf {x} ;\theta _{0})\ d\mathbf {x} )\\\end{aligned}}}
La première intégrale vaut {\displaystyle \alpha } par construction, la deuxième est majorée par {\displaystyle \alpha }, on obtient:
{\displaystyle P(\mathbf {x} \in R_{0}|\theta _{1})-P(\mathbf {x} \in R|\theta _{1})\geq 0} ce qui conclut.